# Palmar-Syndrom
Das Palmar-Syndrom ist eine sehr seltene angeborene Erkrankung mit einem symmetrischen, chronischen Erythem der Hand- und Fußflächen.
Synonyme sind: Krankheit der roten Handinnenflächen; Syndrom der roten Palmae; lateinisch Erythema palmoplantare hereditarium; Erythema palmare hereditarium; Erythema palmo-plantare; Maladie de v. Bechterew-Stoelzner; englisch Lane's Disease
Die Namensbezeichnung bezieht sich auf den Autor der Erstbeschreibung aus dem Jahre 1929 durch John E. Lane.

## Verbreitung
Die Häufigkeit ist nicht bekannt, die Vererbung erfolgt autosomal-dominant.

## Ursache
Der Erkrankung liegt eine Störung der palmo-plantaren Durchblutung aufgrund einer Dysplasie der Hautgefäße mit starker Vermehrung und Anastomosierung der Kapillaren zugrunde.

## Klinische Erscheinungen
Klinische Kriterien sind:
Chronische, flächenhafte Erytheme von 4 bis 10 cm Größe ohne Beschwerden, hauptsächlich an den Handballen, aber auch an den Fingern. Hohlhand und Handrücken sind  ausgespart.

## Differentialdiagnose
Abzugrenzen sind erworbene Palmarerytheme.